# Peru az 1960. évi nyári olimpiai játékokon
Peru az olaszországi Rómában megrendezett 1960. évi nyári olimpiai játékok egyik részt vevő nemzete volt. Az országot az olimpián 3 sportágban 31 sportoló képviselte, akik érmet nem szereztek.

## Evezés
| Versenyző                     | Versenyszám              | Előfutam | Előfutam | Vigaszág | Vigaszág | Elődöntő | Elődöntő | Döntő   | Döntő   | Helyezés    |
| Versenyző                     | Versenyszám              | Idő      | Hely.    | Idő      | Hely.    | Idő      | Hely.    | Idő     | Hely.   | Helyezés    |
| ----------------------------- | ------------------------ | -------- | -------- | -------- | -------- | -------- | -------- | ------- | ------- | ----------- |
| Estuardo Masías Víctor Puente | Kormányos nélküli kettes | 7:55,28  | 5.       | 7:45,15  | 3.       | kiesett  | kiesett  | kiesett | kiesett | helyezetlen |

## Labdarúgás
| Perui labdarúgócsapat-játékoskeret | Perui labdarúgócsapat-játékoskeret |
| --- | --- |
| - Gerardo Altuna - Humberto Arguedas - Juan Biselach - Víctor Boulanger - Eloy Campos - Herminio Campos - Hugo Carmona - Javier Cáceres - Héctor de Guevara - Daniel Eral | - Alberto Gallardo - Alejandro Guzmán - Tomás Iwasaki - Teodoro Luña - Nicolas Nieri - Alberto Ramírez - Jaime Ruiz - Carlos Salinas - Ángel Uribe |

### Eredmények
Csoportkör
D csoport
| Csapat        | M | Gy | D | V | G+ | G– | Gk  | P |
| ------------- | - | -- | - | - | -- | -- | --- | - |
| Magyarország  | 3 | 3  | 0 | 0 | 15 | 3  | +12 | 6 |
| Franciaország | 3 | 1  | 1 | 1 | 3  | 9  | –6  | 3 |
| Peru          | 3 | 1  | 0 | 2 | 6  | 9  | –3  | 2 |
| India         | 3 | 0  | 1 | 2 | 3  | 6  | –3  | 1 |

| 1960. augusztus 26. 21:00 |

| Franciaország (FRA)      | 2–1               | Peru     |
| ------------------------ | ----------------- | -------- |
| Giamarchi 67' Quédec 90' | (0–1) Jegyzőkönyv | Uribe 1' |

| Firenze Játékvezető: Erlich (jugoszláv) |

| 1960. augusztus 29. 21:00 |

| Magyarország (HUN)                                 | 6–2               | Peru            |
| -------------------------------------------------- | ----------------- | --------------- |
| Albert 17' 87' Rákosi 27' Göröcs 33' Dunai 46' 63' | (3–1) Jegyzőkönyv | Ramirez 25' 79' |

| Nápoly Játékvezető: Bonetto (olasz) |

| 1960. szeptember 1. 21:00 |

| Peru (PER)                | 3–1               | India       |
| ------------------------- | ----------------- | ----------- |
| Nieri 27' 53' Iwasaki 85' | (1–0) Jegyzőkönyv | Balaram 88' |

| Pescara Játékvezető: Imam (egyesült arab emírségekbeli) |

| Csapat     | Helyezés |
| ---------- | -------- |
| Peru (PER) | 11.      |

## Sportlövészet
Férfi
| Versenyző         | Versenyszám                    | Selejtező | Selejtező  | Selejtező  | Döntő   | Döntő    |
| Versenyző         | Versenyszám                    | Csoport   | Pont       | Helyezés   | Pont    | Helyezés |
| ----------------- | ------------------------------ | --------- | ---------- | ---------- | ------- | -------- |
| Guillermo Cornejo | Gyorstüzelő pisztoly           |           |            |            | 564     | 36.      |
| Pedro García      | Gyorstüzelő pisztoly           |           |            |            | 557     | 41.      |
| Pedro Puente      | Szabadpisztoly                 | A         | 343        | 19.        | 522     | 37.      |
| Antonio Vita      | Szabadpisztoly                 | B         | 337        | 24.        | 535     | 20.      |
| Luis Albornoz     | Szabadpuska, összetett (300 m) | B         | 513        | 16.        | 1037    | 33.      |
| Rubén Váldez      | Szabadpuska, összetett (300 m) | A         | 505        | 18.        | 1028    | 35.      |
| Carlos Cedron     | Sportpuska, összetett          | A         | 528        | 28.        | kiesett | 55.      |
| Carlos Cedron     | Sportpuska, fekvő              | B         | 378        | 30.        | kiesett | =57.     |
| Carlos Lastarria  | Sportpuska, fekvő              | A         | 390        | 5.         | 578     | 29.      |
| Carlos Lastarria  | Sportpuska, összetett          | B         | 524        | 30.        | kiesett | 59.      |
| Eduard de Atzel   | Trap                           |           | nincs adat | nincs adat | kiesett | kiesett  |
| Enrique Dibos     | Trap                           |           | 88         | =24.       | 155     | 36.      |